# Maria Winkelmann
Maria Margarethe Winckelmann-Kirch (Panitzsch, 25 de febrero de 1670-Berlín, 29 de enero de 1720) fue una astrónoma austriaca, que como ayudante de su marido y después de su hijo, contribuyó al establecimiento de la Academia de las Ciencias de Berlín como mayor centro de astronomía. A pesar de su trabajo en la sombra, se la reconoció como la primera mujer que descubrió un cometa, hasta entonces desconocido (C/1702 H1).

## Biografía
María Margarethe Winkelmann nació en Panitzsch -Berlin, en el estado alemán de Sajonia. Su padre era un ministro luterano que creía que las mujeres debían ser educadas de la misma manera que los hombres, algo bastante inusual en la época. María fue afortunada y gracias a la actitud de su padre pudo ser educada en las artes y las letras, tanto por él como por su tío.
María Winkelmann mostró un interés temprano por la astronomía, por lo que se convirtió en estudiante, aprendiz y ayudante de Christopher Arnold, un astrónomo autodidacta que trabajaba como granjero en la ciudad de Sommerfeld. Esta situación era muy habitual en la Alemania del siglo XVII, en la que la práctica de la astronomía tenía lugar en buena medida fuera de las universidades. De hecho, en aquellos años, muchos de los grandes astrónomos no estudiaron en la universidad porque la astronomía se estudiaba mucho más cerca de la tradición artesanal que se desarrollaba dentro de los gremios y oficios que de las disciplinas académicas que se conocen en la actualidad.
A través de Christopher Arnold, María conoció a uno de los astrónomos más famosos del país, Gottfried Kirch. A pesar de que Kirch era treinta años mayor que María, ambos contrajeron matrimonio en 1692. De esta manera, María dejó el observatorio de Arnold para continuar su formación al lado de su esposo. Después de eso María trae al mundo a un niño y a tres niñas María y Gottfried se embarcaron conjuntamente en el estudio de la astronomía y la observación del firmamento y en el año 1700 se trasladaron a Berlín. Allí, Gottfried fue nombrado astrónomo oficial de la Academia de las Ciencias, lo que permitió a María trabajar ―aunque fuera de manera no oficial pero sí reconocida― como su ayudante.
Durante su primera década en la Academia, Maria dedicó gran parte de su tiempo al estudio de los astros. De hecho convirtió en una costumbre el observar el firmamento cada noche a partir de las 21:00. Utilizando sus observaciones de los cielos nocturnos, Maria y su marido realizaron cálculos astronómicos para calendarios y almanaques con información de las fases de la luna, la puesta de sol, los eclipses y la posición del Sol y otros planetas. Esta era la verdadera fuente de ingresos de la Academia, que obtenía más dinero de la venta de calendarios, que era un gran negocio, que de la asignación económica recibida de la corte real de Prusia. Esto significaba que, a pesar de que eruditos de otras ramas de la ciencia gozaban de un mayor prestigio intelectual, los astrónomos era un activo valioso.
Maria Winkelmann-Kirch fue la primera mujer que descubrió un cometa (el C/1702 H1, en 1702). A pesar de las decepciones que experimentó durante su carrera en la sombra, sus publicaciones le dieron cierto reconocimiento durante su vida y fueron una perdurable contribución a la astronomía. Entre ellas, sus observaciones acerca de la aurora boreal en 1707 y dos opúsculos, uno sobre la conjunción del Sol con Saturno y Venus, en 1709, y otro sobre la predicción de un nuevo cometa en 1711 que fueron muy bien acogidos.

## Rechazo académico
Maria Winkelmann solicitó un cargo de astrónoma asistente en la Academia de Berlín, para el cual estaba altamente cualificada. Por ser mujer ―y por lo tanto sin estudios universitarios― se le denegó el cargo. Los miembros de la Academia de Berlín temieron establecer el mal ejemplo de contratar a una mujer. Tiempo después de eso su marido muere en 1710 y le volvió a ser denegado su puesto en el observatorio. En vida nunca recibió un reconocimiento por su descubrimiento del cometa.
María siguió trabajando en el observatorio del barón Krosigk hasta su fallecimiento el 29 de diciembre de 1720